# Oratorio di San Lodovico
L'oratorio di San Lodovico (o di San Ludovico) si trova in via Antonio Brasavola a Ferrara e risale al XV secolo. Venne sconsacrato all'inizio del XIX secolo con le soppressioni napoleoniche.

## Storia
L'oratorio con dedicazione a San Lodovico è documentato almeno sin dal 1438. Fu sede di una confraternita e venne soppresso con l'arrivo delle truppe di occupazione francesi in seguito alle disposizioni napoleoniche. Parte delle sue opere d'arte fu trasferita in altri siti, come ad esempio la Crocifissione con San Lodovico, che venne collocata nella chiesa di San Cristoforo alla Certosa.

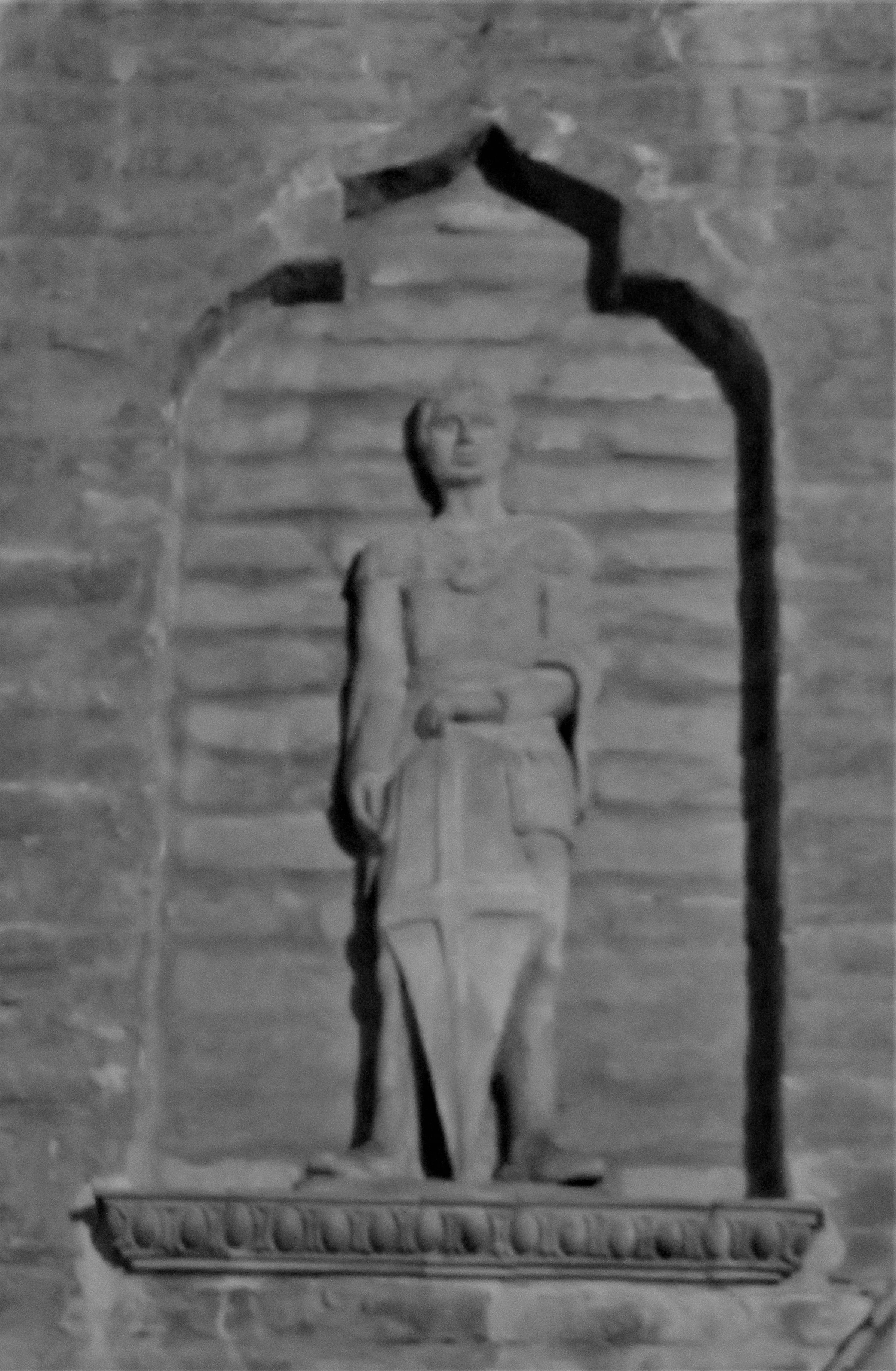
San Giorgio crociato, bassorilievo degli anni sessanta posto sulla facciata dell'oratorio San Lodovico di Ferrara

Nel XIX secolo l'edificio venne utilizzato per la scuola elementare "Matteo Maria Boiardo". Alla fine del primo conflitto mondiale la struttura era divenuta abitazione privata e nel 1964 fu acquistata dall'industriale ferrarese Giulio Colombani. Lo stesso Colombani, nel 1968, realizzò il bassorilievo in cotto raffigurante San Giorgio crociato, ispirandosi alla statua del Donatello conservata al Museo nazionale del Bargello di Firenze.

## Descrizione
La struttura ha perso da tempo ogni funzione legata al culto ed è destinata ad attività ricettiva privata. Conserva il prospetto principale in via Brasavola anche se non è rispettata pienamente la forma originale. 
Il bel portale architravato si inserisce nella parete in cotto ferrarese a vista. Sopra di questo si trova una mezzaluna col cristogramma IHS compresa nella cornice ad arco a tutto sesto. Di lato, in alto, la piccola statua in cotto raffigurante San Giorgio crociato, opera di Giulio Colombani.